# Maurizio Micheli
Maurizio Micheli, (Liorna, 3 de febrer de 1947), és un actor italià de cinema, teatre i televisió. Va créixer a Bari (Pulla) i va estudiar drama al Piccolo Teatro de Milà. Va començar la seva carrera als anys setanta com a actor dramàtic. Al cinema Micheli va treballar principalment amb Sergio Corbucci i amb Steno. Micheli va publicar la seva autobiografia el 1996 amb el títol Sciambagne!. El 2002 va publicar la novel·la Garibaldi amore mio amb les edicions de Baldini Castoldi Calai.

## Cinema
- Allegro Non Troppo (1976)
- La terrazza (1980)
- Café Express (1980)
- Mani di fata (1982)
- Testa o croce (1982)
- Sono un fenomeno paranormale (1985)
- Il commissario Lo Gatto (1987)
- Roba da ricchi (1987)
- Rimini Rimini (1987)
- Rimini Rimini - Un anno dopo (1988)
- Cucciolo (1998)
- Commediasexi (2006)
- Valzer (2007)
- The Cézanne Affair (2009)
- Pinocchio (2012)
- Women Drive Me Crazy (2013)
- Quo Vado? (2016)